# Villers-Semeuse
Villers-Semeuse és un municipi francès situat al departament de les Ardenes i a la regió del Gran Est. L'any 2007 tenia 3.179 habitants.

## Demografia

### Població
El 2007 la població de fet de Villers-Semeuse era de 3.179 persones. Hi havia 1.374 famílies de les quals 403 eren unipersonals (144 homes vivint sols i 259 dones vivint soles), 454 parelles sense fills, 410 parelles amb fills i 107 famílies monoparentals amb fills.
La població ha evolucionat segons el següent gràfic:
Habitants censats

### Habitatges
El 2007 hi havia 1.447 habitatges, 1.382 eren l'habitatge principal de la família, 3 eren segones residències i 62 estaven desocupats. 1.143 eren cases i 295 eren apartaments. Dels 1.382 habitatges principals, 926 estaven ocupats pels seus propietaris, 443 estaven llogats i ocupats pels llogaters i 13 estaven cedits a títol gratuït; 16 tenien una cambra, 65 en tenien dues, 241 en tenien tres, 388 en tenien quatre i 672 en tenien cinc o més. 921 habitatges disposaven pel capbaix d'una plaça de pàrquing. A 671 habitatges hi havia un automòbil i a 474 n'hi havia dos o més.

### Piràmide de població
La piràmide de població per edats i sexe el 2009 era:
| Homes | Edats   | Dones |
| ----- | ------- | ----- |
| 0     | 95 o +  | 8     |
| 0     | 90 a 94 | 12    |
| 12    | 85 a 89 | 16    |
| 28    | 80 a 84 | 44    |
| 32    | 75 a 79 | 68    |
| 52    | 70 a 74 | 80    |
| 80    | 65 a 69 | 96    |
| 68    | 60 a 64 | 76    |
| 64    | 55 a 59 | 48    |
| 176   | 50 a 54 | 148   |
| 136   | 45 a 49 | 172   |
| 144   | 40 a 44 | 176   |
| 120   | 35 a 39 | 108   |
| 96    | 30 a 34 | 108   |
| 136   | 25 a 29 | 104   |
| 113   | 20 a 24 | 80    |
| 136   | 15 a 19 | 156   |
| 156   | 10 a 14 | 132   |
| 104   | 5 a 9   | 140   |
| 80    | 0 a 4   | 72    |

## Economia
El 2007 la població en edat de treballar era de 2.113 persones, 1.457 eren actives i 656 eren inactives. De les 1.457 persones actives 1.303 estaven ocupades (694 homes i 609 dones) i 153 estaven aturades (67 homes i 86 dones). De les 656 persones inactives 229 estaven jubilades, 220 estaven estudiant i 207 estaven classificades com a «altres inactius».

### Ingressos
El 2009 a Villers-Semeuse hi havia 1.441 unitats fiscals que integraven 3.494,5 persones, la mediana anual d'ingressos fiscals per persona era de 17.942 €.

### Activitats econòmiques
Dels 165 establiments que hi havia el 2007, 5 eren d'empreses extractives, 1 d'una empresa alimentària, 1 d'una empresa de fabricació de material elèctric, 6 d'empreses de fabricació d'altres productes industrials, 15 d'empreses de construcció, 62 d'empreses de comerç i reparació d'automòbils, 8 d'empreses de transport, 6 d'empreses d'hostatgeria i restauració, 1 d'una empresa d'informació i comunicació, 8 d'empreses financeres, 7 d'empreses immobiliàries, 14 d'empreses de serveis, 20 d'entitats de l'administració pública i 11 d'empreses classificades com a «altres activitats de serveis».
Dels 28 establiments de servei als particulars que hi havia el 2009, 2 eren oficines de correu, 1 una oficina bancària, 3 tallers de reparació d'automòbils i de material agrícola, 1 taller d'inspecció tècnica de vehicles, 1 establiment de lloguer de cotxes, 1 autoescola, 3 paletes, 1 guixaire pintor, 3 fusteries, 3 lampisteries, 2 electricistes, 3 perruqueries, 3 restaurants i 1 saló de bellesa.
Dels 33 establiments comercials que hi havia el 2009, 1 era, 1 un hipermercat, 1 una botiga de menys de 120 m², 1 una carnisseria, 11 botigues de roba, 2 botigues d'equipament de la llar, 3 sabateries, 4 botigues de mobles, 4 botigues de material esportiu, 1 una botiga de material esportiu, 1 un drogueria, 1 una perfumeria i 2 floristeries.

## Equipaments sanitaris i escolars
El 2009 hi havia 1 hospital de tractaments de curta durada i 1 farmàcia.
El 2009 hi havia 1 escola maternal i 3 escoles elementals. Villers-Semeuse disposava d'un col·legi d'educació secundària amb 405 alumnes.

## Poblacions més properes
El següent diagrama mostra les poblacions més properes.